# ساختار اولیه پروتئین
ساختار اول پروتئین (به انگلیسی: Protein primary structure) عبارت از آرایش و توالی خطی آمینواسیدها در یک پروتئین یا پپتید است که از سر آمینی (N) تا کربوکسیلیک اسید انتهایی (C) ادامه دارد. در ساختار اولیهٔ پروتئین، فقط شاهد پیوند پپتیدی و ترتیب قرارگیری آمینواسیدها هستیم. بیوسنتز پروتئین در سلول‌ها معمولاً توسط ریبوزوم انجام می‌گیرد اما تولید پپتیدها در آزمایشگاه نیز امکان‌پذیر است.
توالی‌یابی آمینواسیدها در یک رشته پروتئین، هم به‌طور مستقیم و هم از طریق بررسی رشته دی‌ان‌ای ابتدایی قابل انجام است.

## نمادها و خلاصه‌نویسی
توالی‌های آمینو اسیدی معمولاً به‌صورت یک رشته از نمادهای سه‌حرفی یا تک‌حرفی نوشته شده در کنار هم، توصیف می‌شوند.
| آمینو اسید                    | نماد سه‌حرفی | نماد یک‌حرفی |
| ----------------------------- | ----------- | ----------- |
| Alanine (آلانین)              | Ala         | A           |
| Arginine (آرژینین)            | Arg         | R           |
| Asparagine (آسپاراژین)        | Asn         | N           |
| Aspartic acid (اسید آسپارتیک) | Asp         | D           |
| Cysteine (سیستئین)            | Cys         | C           |
| Glutamic acid (گلوتامیک اسید) | Glu         | E           |
| Glutamine (گلوتامین)          | Gln         | Q           |
| Glycine (گلایسین)             | Gly         | G           |
| Histidine (هیستیدین)          | His         | H           |
| Isoleucine (ایزولوسین)        | Ile         | I           |
| Leucine (لوسین)               | Leu         | L           |
| Lysine (لیزین)                | Lys         | K           |
| Methionine (متیونین)          | Met         | M           |
| Phenylalanine (فنیل‌آلانین)    | Phe         | F           |
| Proline (پرولین)              | Pro         | P           |
| Serine (سرین)                 | Ser         | S           |
| Threonine (ترئونین)           | Thr         | T           |
| Tryptophan (تریپتوفان)        | Trp         | W           |
| Tyrosine (تیروزین)            | Tyr         | Y           |
| Valine (والین)                | Val         | V           |